# Taufbecken (Quédillac)

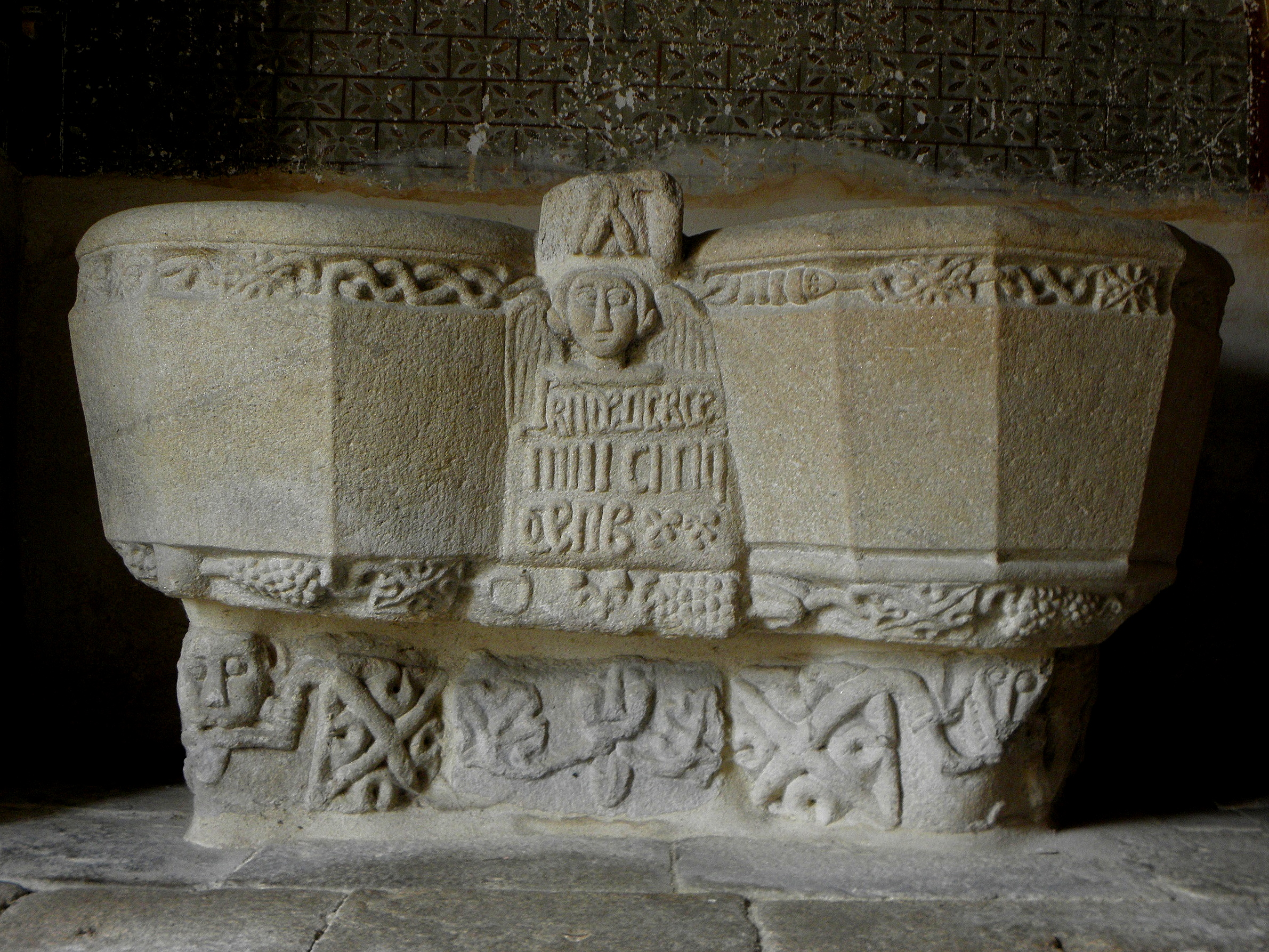
Taufbecken in Quédillac

Das Taufbecken in der katholischen Kirche St-Pierre in Quédillac, einer französischen Gemeinde im Département Ille-et-Vilaine in der Region Bretagne, wurde 1520 geschaffen. Im Jahr 1919 wurde das gotische Taufbecken als Monument historique in die Liste der geschützten Objekte (Base Palissy) in Frankreich aufgenommen.
Das Taufbecken aus Granit mit zwei polygonalen Becken, die von einem Engelskopfrelief und einer Inschrift mit der Jahreszahl 1520 darunter verbunden werden, ist reich geschmückt mit Bändern und Phantasiewesen. 
Ein Becken diente zur Aufbewahrung des Taufwassers, das andere wurde für die Taufe genutzt.

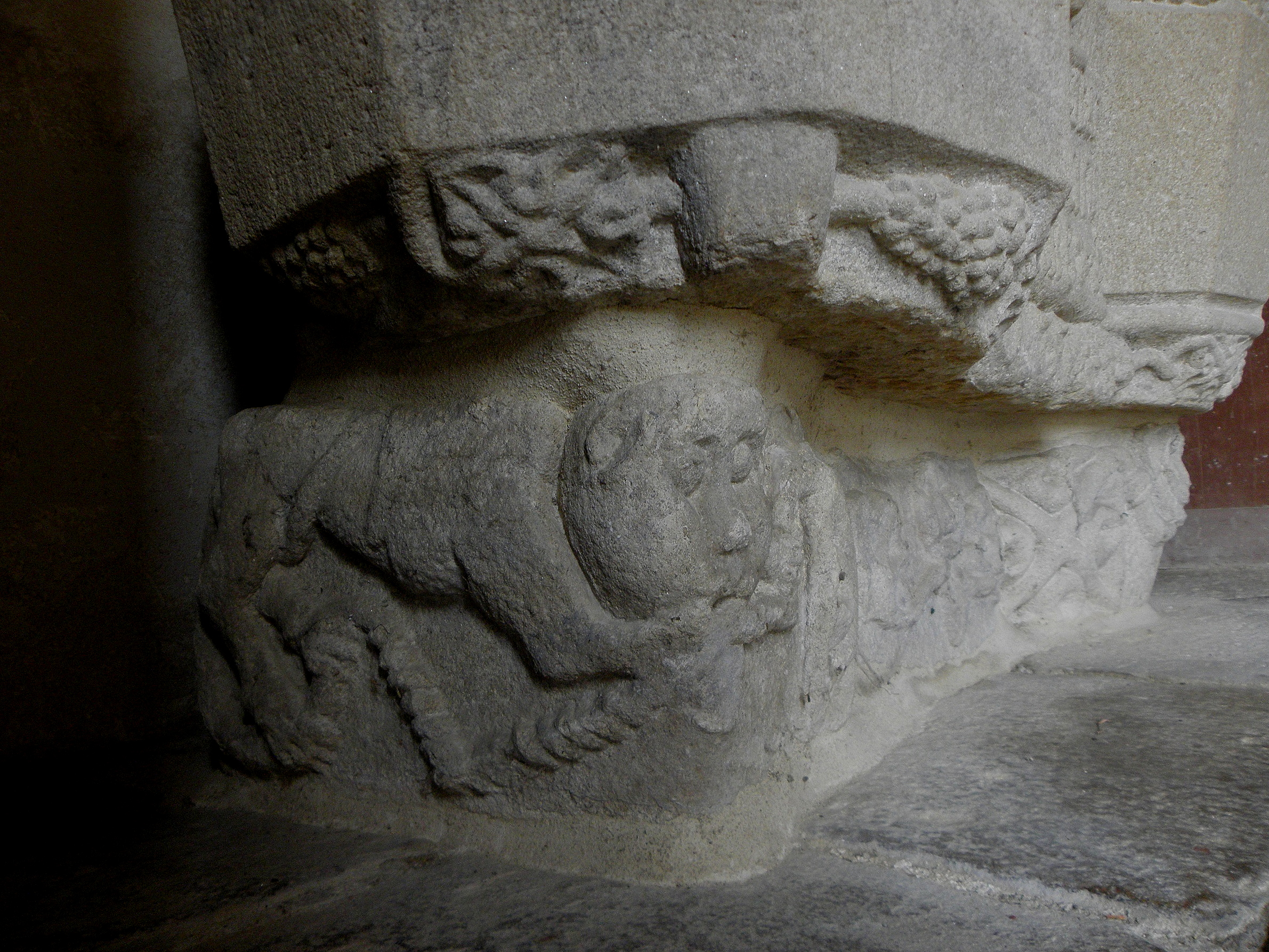
Phantasiewesen
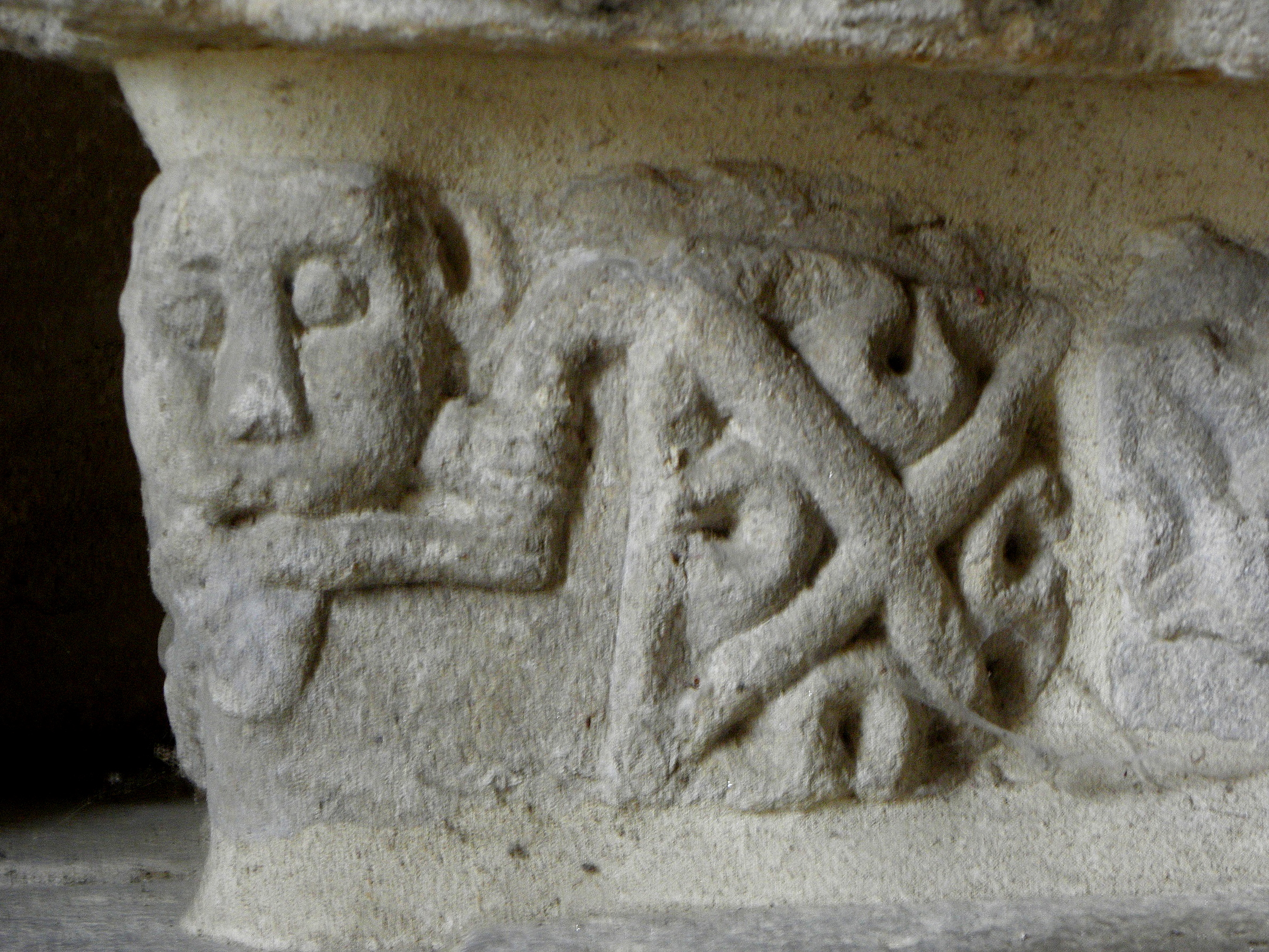
Phantasiewesen
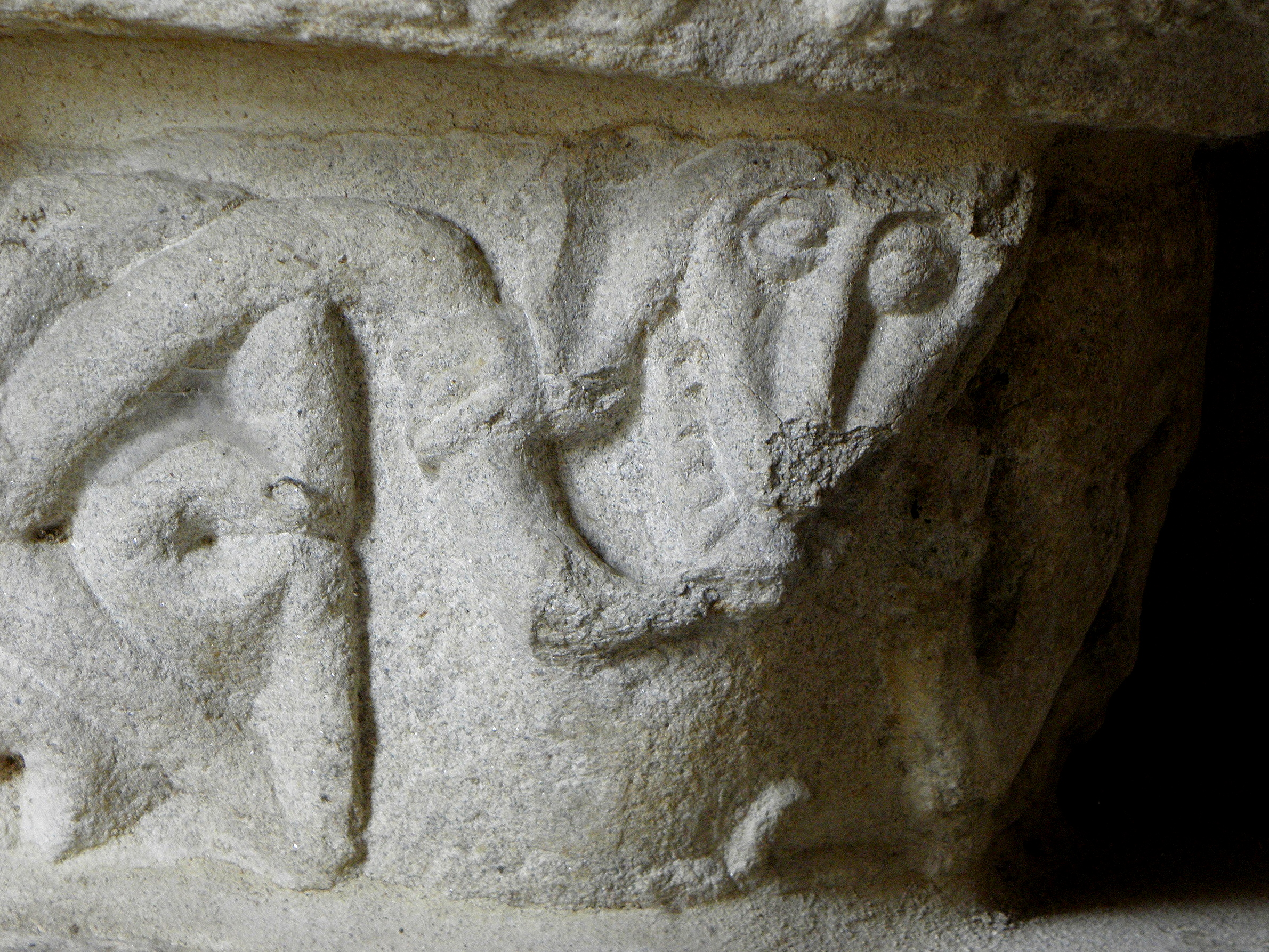
Phantasiewesen